# المعالجة الأولية التقليدية للمياه
المعالجة الأولية التقليدية للمياه وهي العملية التي يتم فيها معالجة المياه عن طريق الخواص الفيزيائية من دون اللجوء إلى المعالجات الكيميائية (مع الملاحظة أنه يتم إضافة بعض المواد لتسريع العملية).. والغرض منها هو إزالة جزء كبير من المواد العالقة بالمياه كذرّات التراب والبكتيريا.

هذه العملية هي أول مرحلة من مراحل تحلية المياه أو الزملحة (انظر تحلية المياه) وتعتمد بشكل أساسي على قوانين الميكانيكا في الموائع (وبشكل خاص في الماء) وخصائص الجاذبية والكثافة.. فيتم تخثر (أو تكتل) المواد الغير مرغوبة ومن ثم تترسب بفعل الجاذبية.

من خصائص هذه العملية أنها غير مكلفة ولا تحتاج إلى مهارة عالية للقيام بها.. ولكن في الوقت ذاته تتطلب مساحات شاسعة من الأرض وتنتج مياه ذات جودة متذبذبة (وذلك يعتمد بشكل كبير على درجة الحرارة والنشاط البكتيري أو وجود بعض المواد السامة للبكتيريا المعالجة في المياه... إلخ).

وتتلخص هذه العملية في خمسة مراحل:
1. إزالة المواد الكبيرة وذلك بتمرير المياه من خلال شبكة تحجز المواد ذات الحجم الكبير نسبيا
2. إضافة الكلور وتتبع هذه العملية بضخ الهواء في المياه وذلك لقتل البكتيريا وإزالة أيونات الحديد والمنغنيز
3. تعديل حموضة المياه: وذلك بجعل المياه تميل إلى الوسط القاعدي (وفي بعض المركبات تكون المياه ذات وسط حمضي ضعيف بين الأسين الهيدروجينيين 5-6.5) وذلك لتهيئتها للتخثير والترسيب
4. تخثير المواد العالقة ومن ثم ترسيبها
5. ترشيح (فلترة) المياه عن طريق الفلاتر (المرشحات) الرملية السريعة أو البطيئة[1][2]

## عوامل يجب الانتباه إليها
قبل الشروع بإقامة معمل تحلية المياه.. يجب النظر إلى مصدر المياه وكيف يتم الأخذ منه وأين يمكن التخلص من الفضلات الكيميائية وكيفية التخلص من المحلول الملحي المركز. وتلعب هذه العوامل دورا كبيرا في خفض أو رفع تكلفة التشغيل ومدى إطالة عمر غشاء التناضح العكسي

يرجى ملاحظة أن هذه العملية هي محدودة من مصادر المياه الطبيعية كالبحار والأنهار والمياه الجوفية... إلخ. أما معالجة مياه الصرف الصحي فتتم بطريقة أخرى. انظر معالجة مياه الصرف الصحي

## اختيار الموقع الأنسب
من التحديات الكبيرة هو اختيار أنسب المواقع لكل العمليات لتقليل تكلفة التشغيل.. ويتم ذلك بدراسة مصدر المياه وما هي المشاكل التي يمكن أن تكون معضلة في عملية التحلية.. فوجود أيونات الحديد أو المنغنيز أو البرومات أو غيرها يشكل تحديا كبيرا في عملية إزالتها من دون التأثير على عمر الغشاء الافتراضي

أفضل المواقع هي التي تبعد قليلا عن البحر والتي يتم أخذ المياه عن طريق حفر بئر شاطئ مالح. وذلك لتقليل المواد الكيميائية المستخدمة وأيضا الإستغناء عن الشبكة الحاجزة وعدم الإضرار بالبيئة البحرية والحصول على مياه ذات جودة أكثر ثباتة وتكون أعلى من الأخذ الفوري والمباشر من البحر .

## موقع الشبكة الحاجزة ومادتها
يكون موقع الشبكة الحاجزة في العادة قبل المضخة ويوضع عند مصدر المياه المراد تحليتها.. أما عن المادة فتكون على حسب مصدر المياه ومدى حساسيته لبعض الأيونات. ويتركب بالعادة إما من الحديد المقاوم للصدأ أو البروبالين أو النايلون أو البوليستر. تجري العادة وضع عدة شبكات بأحجام مختلفة تترتب من الأكبر حجما إلى الأصغر.

## إضافة الكلور وضخ الهواء
في هذه العملية يتم قتل معظم الأحياء الدقيقة بإضافة الكلور (انظر تعقيم المياه). هذه العملية تخدم عدة أهداف وهي:
- قتل الأحياء الدقيقة والتي تتسبب بالأمراض الخطيرة للإنسان
- منع أو حد الأحياء الدقيقة من التغذي على المواد الكيميائية التي ستضاف إلى المياه في العمليات اللاحقة
- منع أو حد الأحياء الدقيقة من الالتصاق على غشاء التناضح العكسي والتكاثر عليه ومن ثم استحالة إزالتها (تدمر الغشاء بالتكاثر عليه وإلغاء عمليته)

بعد إضافة الكلور والسماح له بالتفاعل في المياه (وبالتالي قتل الأحياء الدقيقة) يتم ضخ الهواء في المياه وذلك لأكسدة بعض المواد الضارة على غشاء التناضح العكسي مثل الحديد والمنغنيز حتى يتم التخلص منها لاحقا. إن لم تتم هذه العملية بشكل صحيح فإنها ستجلب نتيجة عكسية.

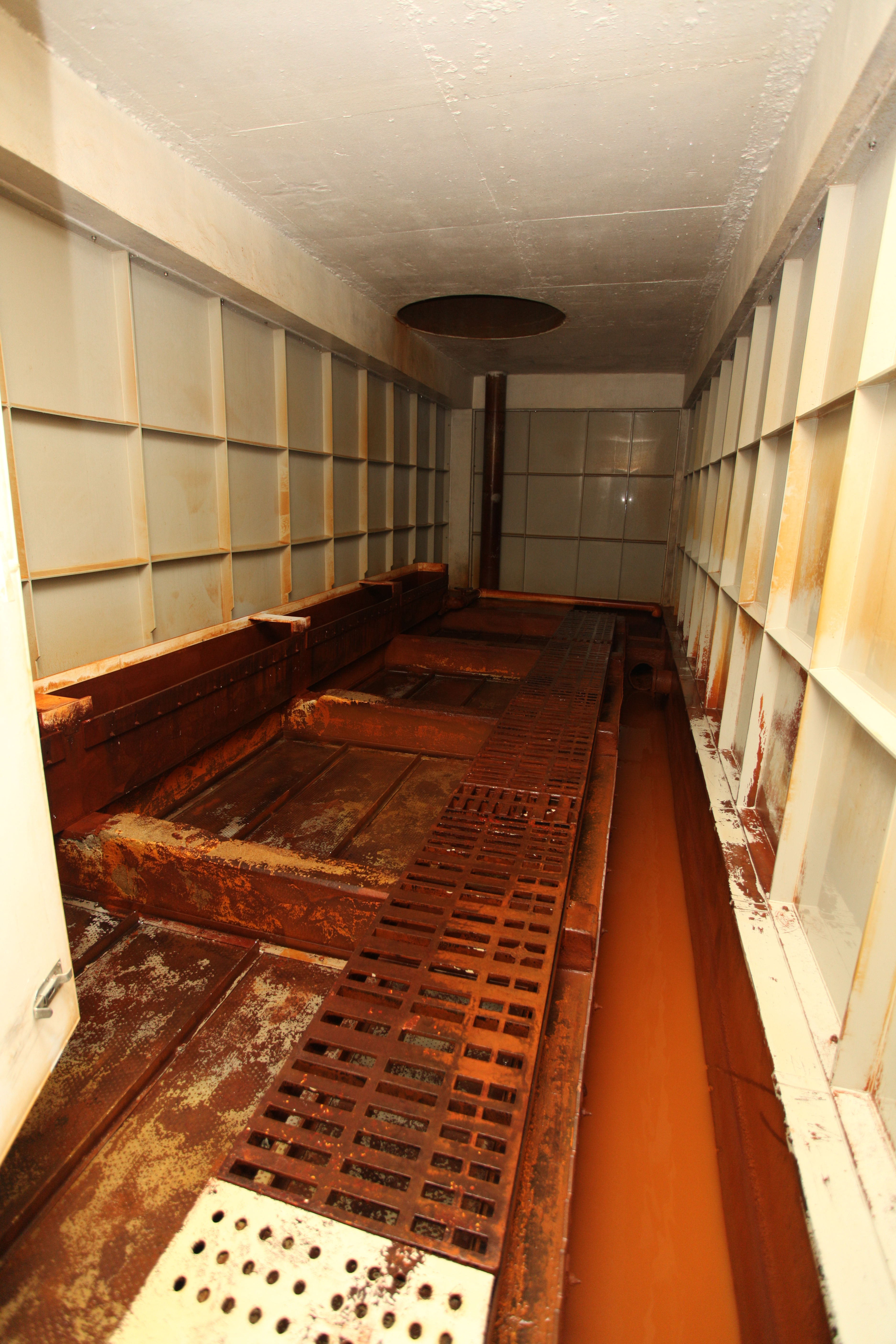
صدأ الحديد المتراكم والمتجمع في قاعدة خزان التهوئة والذي ينجم عنه أضرار صحية ومادية كبيرة

## تعديل حموضة المياه
في هذه العملية يتم تعديل حموضة المياه (الأس الهيدروجيني) إلى الوسط القاعدي قليلا (وفي بعض الأحيان إلى الوسط الحمضي قليلا). في الطبيعة تتراوح المياه بين الوسط الحمضي الضعيف أو القلوي الضعيف (ذات أس هيدروجيني 6-8.3) وذلك على حسب كمية كربونات الكالسيوم ومثائلها في الماء. يتم استخدام أحماض أو قواعد وذلك على حسب المخثر المستخدم في العملية التي تليها. وفي الغالب يتم استخدام أحد المواد التالية لرفع قلوية المياه: الجير (الكالسيوم)، كربونات الصوديوم (رماد الصودا أو صودا الغسيل)، هيدروكسيد الصوديوم. ويتم استخدام أحد المواد التالية لرفع حموضة المياه: كلوريد الهيدروجين (حمض الهيدروكلوريك)، حمض الكبريت.
في عملية معالجة مياه الشرب يتم إضافة الجير بالعادة إلى المياه وذلك لعدة فوائد منها:
- أنه متوافر بشكل كبير
- أنه رخيص التكلفة
- أنه لا يؤثر سلبا على توازن المياه من ناحية النظر إلى أيونات الكربونات في المياه

من مشاكل هذه الإضافة هو خطر الترسب على غشاء التناضح العكسي ومن ثم تعطيله وتدميره.. ومن مشاكل إضافة الجير أيضا هو جعل المياه عسرة (انظر عسر الماء، الماء العسر)

## عملية التخثير والترسيب

### التخثير
في هذه المرحلة يتم تخثير الأحياء الدقيقة وبعض المواد العالقة وذلك بإضافة أحد المواد الكيميائية التالية:
1. أكسيد هيدروكسيد الحديد الثلاثي:[4] ويتم إضافته للوسط القاعدي (أي الماء الذي يزيد أسه الهيدروجيني عن 7)
2. هيدروكسيد الألومنيوم:[5] يستخدم أيضا لتخثير المياه.. ولكن زيادة الجرعة تؤدي إلى حالات تسمم أو أمراض مزمنة كالزهايمر
3. هناك مواد أخرى يمكن استخدامها مثل PolyDADMAC[6]

الغرض من هذه المرحلة هو تنقية لون المياه (انظر عكارة)  وإزالة الأحياء التي تم قتلها حتى لا تتغذى عليها كائنات أخرى.
|  |  |  |  |

### الترسيب
بعد أن تتخثر المواد تترسب في القاع بفعل الجاذبية ويتم إزالتها بواسطة سير متحرك (يجب أن تكون سرعته بطيئة) وذلك لكي لا يعرقل عملية الترسيب. بعد ذلك تجمع المواد المترسبة ومن ثم يتم إعادة الحصول على المادة المخثرة والتخلص من الباقي. بالعادة يتم حرقها أو دفنها.

## ترشيح المياه عن طريق مرشحات الرمل
بعد عملية الترسيب يتم ضخ المياه إلى مرشح الرمل وهو ينقسم إلى قسمين وهما: مرشح الرمل البطيء ومرشح الرمل السريع. يقصد بالسرعة والبطء هنا هو سرعة أو بطء عملية الترشيح

### مرشحات الرمل البطيئة
يتم تعريض المياه للرمل حيث يقوم بعمل اللازم من العمليات المتبقية الأولية من إزالة العوالق والميكروبات وغيرها. لهذه التقنية ميزات وعيوب (انظر مرشح الرمل البطيء).
وتكون عادة بعمق المتر أو المترين ذات شكل مستطيل أو اسطواني. يتم تحديد طول وعرض من الخزان (المرشح في هذه الحالة) وفقا لمعدل التدفق المطلوب من المرشحات، والذي عادة ما يكون معدل الترشيح فيها هو 0.1 إلى 0.2 متر في الساعة (أو متر مكعب لكل متر مربع لكل ساعة). وهذه التكنولوجيا مفضلة في العديد من البلدان النامية وتستخدم لعلاج المياه في بعض من أكثر البلدان المتقدمة مثل المملكة المتحدة، حيث يتم استخدامها لمعالجة المياه الموردة إلى لندن. المرشحات الرملية البطيئة يتم اختبارها ودراستها حاليا لمعرفة مدى فعاليتها في مكافحة الأحياء المسببة للأمراض في النظم المائية.

العامل الرئيسي في هذه العملية هو الجاذبية الأرضية وطبعة الجلد المتسخ والمعروفة باسم Schmutzdecke.
|  |  |

### مرشحات الرمل السريعة
مرشح الماء السريع هو مجرد تطوير للمرشح الرملي البطيء ويتم التحكم في هذه العملية آليا. وتمتاز بسرعة الترشيح وبرمجة فترات الغسيل. كما أنها تتطلب مساحة أقل والعديد من الميزات الأخرى (انظر مرشح الرمل السريع). في الغالب أن المرشح البطيء يعطي مياه ذات جودة أعلى ولكن لا يمكن التنبؤ أو الاعتماد عليه لأنه حساس لاختلاف درجات الحرارة ونوعية المياه وغيرها من العوامل (حيث أن العملية في مرشح الرمل البطيء هي حيوية وليست ميكانيكية كما في المرشح السريع).

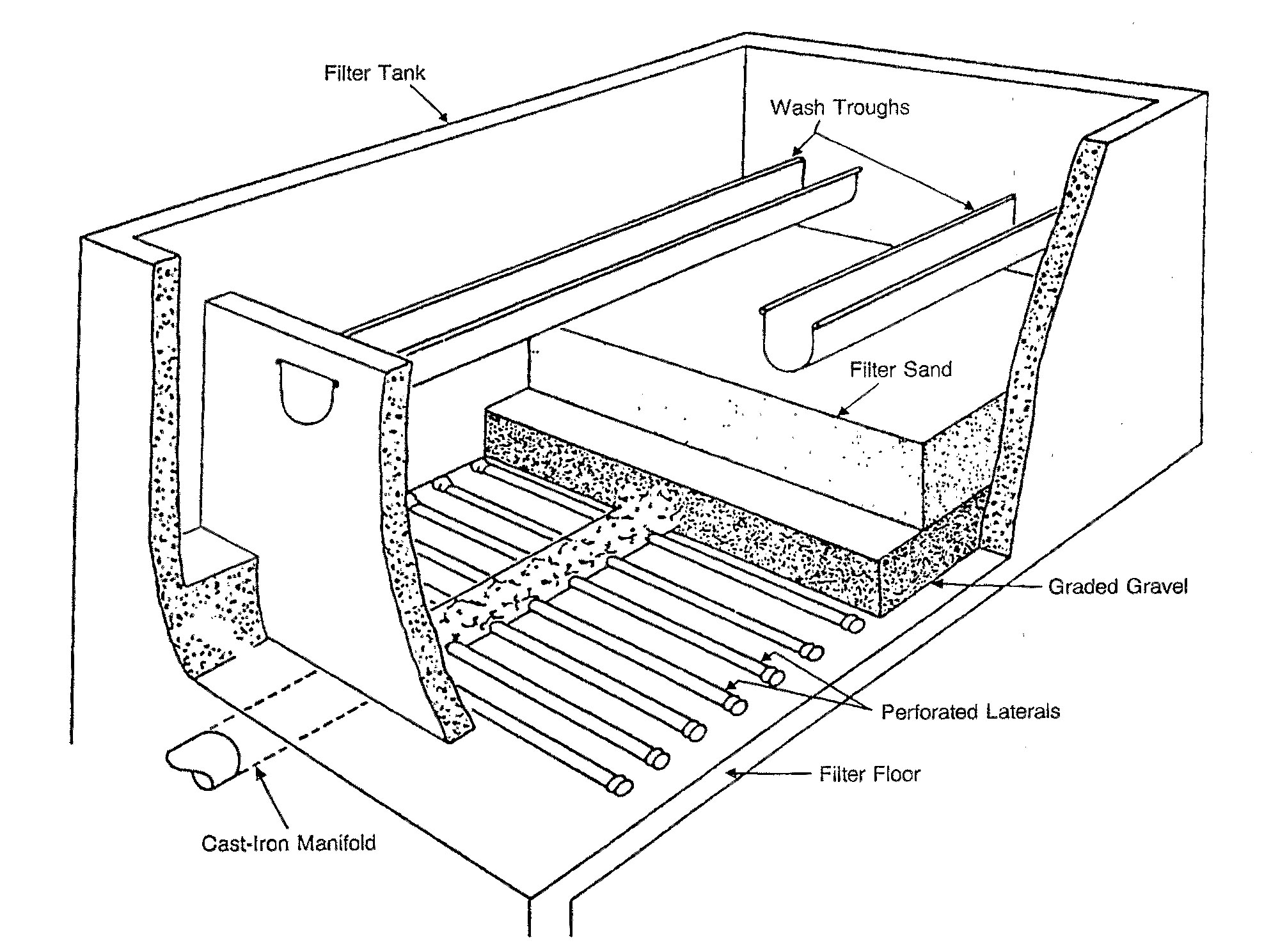
مرشح الرمل السريع (رسم توضيحي)

## مجالات البحث والتطوير
يتم الآن البحث والتطوير على إيجاد بدائل أخرى. منها (وهو الآن ما تلجأ إليه كثير من مصانع التحلية) استخدام تقنية المرشحات أو الأغشية للقيام بكل هذه العملية (انظر مرشحات المياه) والتخلص من معظم الإضافات الكيميائية.

## اقرأ أيضا
- مرشحات المياه
- تحلية المياه
- تعقيم المياه
- المعالجة الأولية الحديثة للمياه
- الفرز الغشائي الكهربائي
- التناضح الأمامي
- مرشح النانو
- غشاء التحلية
- تبخير فجائي
- تناضح عكسي
- التقطير